# Tesh Sidi
Teslem Andala Ubbi (Campamentos de refugiados de Tinduf, Argelia, 30 de mayo de 1994), más conocida como Tesh Sidi (en árabe: تسلم سيدي‎), es una ingeniera informática y política hispano-saharaui, que tras haber sido activista anticolonialista y por la independencia del pueblo saharaui, fue elegida diputada en el Congreso, donde es vicepresidenta segunda de la comisión de Economía, Comercio y Digitalización. 

## Juventud
Tesh Sidi nació en los campos de refugiados saharauis ubicados en Tinduf, Argelia, el 30 de mayo de 1994. Se crio con su abuela en Mauritania entre los cuatro y los siete años siguiendo un estilo de vida bereber, regresando luego a Tinduf. Se mudó a Banyeres de Mariola (Alicante) a los 12 años para vivir con una familia de acogida, luego independizándose a los 18 años para trabajar y estudiar por su cuenta.
Estudió la carrera de Ingeniería informática en la Universidad de Alicante desde el año 2012, poco después se mudó a Madrid después de graduarse, encontrando trabajo durante el boom de la informática. Posteriormente realizó un máster en Big Data e inteligencia artificial en la Universidad Europea de Madrid.

## Carrera temprana
Después del estallido de los enfrentamientos en el Sáhara Occidental en 2020 como parte del conflicto del Sáhara Occidental, Tesh se involucró en el activismo por el derecho a la autodeterminación del pueblo saharaui, asumiendo la presidencia de la Asociación Saharaui en Madrid. Más tarde creó SaharawisToday, una plataforma de comunicación digital especializada en el conflicto saharaui.
Tesh Sidi participó en el XVI Congreso del Frente Polisario como congresista, además de cubrir el proceso para su medio. Tesh no forma parte de la dirección ni de la militancia del Frente Polisario, pero considera que la organización «representa a todos los saharauis».

## Carrera política
Tesh se incorpora a la lista de Más Madrid como número 11 para las elecciones autonómicas madrileñas de 2023. Sin embargo, finalmente fue rechazada por la Junta Electoral de Madrid por un problema en el censo electoral en el que aparecía empadronada en Málaga en lugar de Madrid.
Más tarde fue anunciada como la número tres de las listas de Sumar por Madrid en nombre de Más Madrid, en un movimiento considerado un guiño al movimiento prosaharaui en España y un desmarque de Yolanda Díaz de la posición promarroquí de Pedro Sánchez.
Es la primera mujer saharaui en ser miembro del Congreso de los Diputados y la primera saharaui desde la Transición española, después del resultado de las elecciones generales de 2023. Su presencia fue criticada por la prensa marroquí y celebrada por el delegado del Frente Polisario en España Abdullah Arabi.

## Vida personal
Obtuvo la nacionalidad española en junio de 2022 tras 20 años de residencia ininterrumpida en España. Tesh también tiene la nacionalidad de la República Árabe Saharaui Democrática, no reconocida por España, lo que le trajo problemas administrativos hasta que se regularizó su situación.